# Chant sean-nós
Le  chant sean-nós (de l'irlandais sean, 'vieux' et nós, 'style') est un style très ornementé de chant traditionnel irlandais. Le style sean nós inclut également la danse (en). Il a été étudié et documenté par des ethnomusicologues, musicologues et linguistes tels que Hugh Shields, Tom Munnelly, Fintan Vallely et Lillis Ó Laoire.

## Caractéristiques du chant sean-nós
Le chant sean-nós est une technique de chant solo, très ornementée, que Tomás Ó Canainn définit comme: 

« ...une forme de chant en gaélique assez complexe, restreinte aujourd'hui à quelques zones dans l'ouest et le sud du pays. Il s'agit d'une ligne mélodique sans accompagnement et très ornementée... Les ornementations varient d'une zone à l'autre - beaucoup de fioritures dans le Connacht, contrastant avec des standards un peu moins décorés dans le sud, et, en comparaison, une simplicité absolue dans les chants du nord,... »

Il indique également qu'« aucun aspect de la musique irlandaise ne peut être complètement compris sans une compréhension profonde du chant sean-nós. C'est la clé qui ouvre toutes les portes, ».
Un chant sean-nós peut être relativement simple, bien que beaucoup soient longs, extrêmement stylisés et d'une mélodie complexe. Un bon interprète insère des ornementations importantes et des variations rythmiques substantielles d'un vers à l'autre.
Tomás Ó Canainn qualifie la plupart des ornementations de mélismes, technique consistant à charger sur de nombreuses notes une syllabe d'un texte, lorsque celui-ci est chanté, par opposition à la syllabique, dans laquelle chaque syllabe du texte est fondue dans une seule note.
Caractéristiques
Parmi les caractéristiques standards du chant sean-nós, on retiendra :
- des ornementations fréquentes dans l'ambitus de la voix ;
- la nasalisation ;
- un second type de nasalisation, utilisé dans le sud, qui produit des sons "m", "n" ou "ng" à la fin des phrases ;
- une syllabe d'un mot chantée sur plusieurs notes ;
- des pauses brèves, commençant par des arrêts glottaux ou des glissandos (surtout si l'interprète est une femme) ;
- des phrases très longues ;
- une tendance à respirer après des conjonctions ou des mots de liaisons plutôt qu'à la fin des phrases ;
- la conclusion de chants en mode parlé, au lieu du mode chanté ;
- une mélodie différente à chaque vers.

Toutes ces stratégies ont pour but esthétique de relier le texte à l'interprétation de la mélodie et d'amplifier un sentiment de continuité, en emplissant, par exemple, un silence entre deux phrases par un bourdon nasalisé.

## Fonctions sociales
« ...Les chants étaient créés pour accompagner le travail à l'intérieur ou à l'extérieur de la maison, pour exprimer des émotions - amour ou tristesse du quotidien, pour enregistrer des événements locaux ou historiques et souvent, pour marquer la perte de membres de la famille ou d'amis, que ce soit par la mort ou par l'émigration, ».
L'interaction entre l'interprète et le public est un aspect primordial de la tradition sean-nós. Le chanteur peut réclamer du réconfort de la part de l'audience, ce trait faisant partie de l'interprétation elle-même. L'interprète peut, à l'occasion, adopter une position face à un coin, en tournant le dos à l'auditoire, position qui présente des bénéfices acoustiques évidents, et qui possède peut-être une signification plus ancienne. Enfin, le public n'est pas supposé demeurer silencieux tout au long de la prestation. Il peut participer par des mots d'encouragement et des commentaires. Parfois, un auditeur se lève et tient la main du chanteur, en symbiose ou empathie avec le chant. Cette intervention ne perturbe pas le cours de la musique et l'interprète y répond souvent musicalement.
Les chants ne sont pas réservés à tel ou tel sexe, bien que les textes indiquent parfois des points de vue féminin ou masculin.

## Les textes
De nombreux chants sean-nós pourraient être considérés comme des poèmes amoureux, des lamentations ou des références à des événements historiques, telles des rébellions politiques ou des famines, des berceuses, des poésies naturalistes, ou des combinaisons de plusieurs de ces éléments.
Les compositions comiques font également partie de la tradition (An Spailpin Fanach, Cunnla, Bean Pháidin), tout comme les chansons à boire (An Bonnan Bui, Preab san Ol, Olaim Puins is Olaim Te).

## Les variantes régionales
Il y a, en Irlande, puisqu'il faut également considérer l'évolution parallèle (en) aux États-Unis, trois styles principaux associés aux trois régions Donegal, Connemara et Munster (à son tour divisé en deux formes, Kerry et Cork). L'élément immédiat de différenciation provient des dialectes locaux d'irlandais, mais d'autres caractéristiques interviennent également.
Dans le Donegal, par exemple, le rythme est plutôt plus régulier et mélodique, et l'ornementation moins classique que dans le Connemara, où le style tend à utiliser de nombreux mélismes. Autre exemple, dans les zones de Kerry et de Cork, le chant est plus souple, l'interprète à plus de latitude pour modifier et créer des versions différentes d'une même chanson que dans le Connemara.
Le style de la région de Munster est le plus classique, caractérisé par le vibrato utilisé comme élément d'ornementation.
En conséquence du développement des moyens de communication tels que la radio et la télévision, les différents styles ont peu à peu perdu de leurs caractéristiques régionales.
Pour représenter chacun des styles, on peut se référer à leurs interprètes de référence :
- Donegal : Mairéad Ní Mhaonaigh (Altan), Moya Brennan (Clannad), Lillis O´Laoire ;
- Connemara : Seán 'ac Dhonncha, Joe Heaney, Dara Ban Mac Donnchadha ;
- Kerry : Mire Begley et la famille Begley, Sean de hOra ;
- Cork : Peadar Ó Riada[8].

Le chant gaélique, à l'égal d'autres styles traditionnels, a également expérimenté des tentatives de rénovation et de fusion, approchant des tendances pop, rock ou new age. Des exemples irlandais sont nombreux, tels le groupe Clannad ou des interprètes comme Aoife Ní Fhearraigh, Karan Casey, Moya Brennan ou Enya. En ce qui concerne l'Écosse, Karen Matheson, chanteuse du groupe Capercaillie, est représentative de ces tendances.
Le style du Donegalce style a été fortement influencé par le gaélique écossais et marqué par l'inclusion de nombreux chants en anglais. Il est caractérisé par relativement peu d'ornementations et une nasalisation marquée ;
Le style du Connemarail s'agit d'une forme comportant plus de fioritures, assez proche de l'instrumentation traditionnelle, parfois même plus complexe, avec une grande liberté rythmique. L'un des thèmes récurrents traite des accidents de pêche en mer ;
Le style du West Munsterc'est également un style très ornementé. Les ornementations peuvent être adjacentes comme dans le Connemara ou bien séparées.
Le style de l'East Munsteril est également distinct des autres styles, dans cette région de l'ouest du comté de Waterford relativement peu peuplée. Nioclás Tóibín en est un des représentants marquants.

## Les caractéristiques linguistiques
Le terme sean-nós s'applique généralement à des chants interprétés en anglais ou en irlandais. Une partie de ces chants est macaronique, combinant deux langues ou plus, normalement l'irlandais et l'anglais, mais également l'irlandais et le français, ou d'autres langues européennes dont le latin.
C'est bien sûr la façon de chanter qui est distinctive du style sean-nós, et non le texte ou la langue. Certains traditionalistes maintiennent néanmoins que des chants exclusivement en anglais ne doivent pas être considérés comme faisant partie de la tradition sean-nós.
Pour des auditeurs néophytes, le chant sean-nós ressemble plus à des sonorités musicales arabes ou indiennes que d'Europe de l'Ouest. Il n'existe, néanmoins, aucune évidence historique ou scientifique d'un tel métissage avec des influences non européennes.

## Histoire du chant sean-nós et développements modernes
La tradition du chant sean-nós a été jusqu'à peu exclusivement orale, et le demeure peu ou prou. On a néanmoins la trace écrite de certains chants depuis le XVIe siècle. Un livre de chants, élaboré pour Élisabeth Ire contient des interprétations en anglais de chants sean-nós. C'est au XVIIIe siècle que la transcription de ces mélodies se développe.
Les nouvelles compositions sont un sujet récurrent de controverse au sein des cercles sean-nós. Certains soutiennent que des éléments de modernité dans les textes devraient être introduits, en réponse à l'évolution de la société. Leurs opposants maintiennent que les plus vieux chants représentent l'essence même du chant sean-nós, et qu'en cela, ils méritent une protection et un statut particulier.

## Le minimalisme comme moyen de préserver la danse et le chant irlandais
La pratique de la danse sean-nós, du chant sean-nós, du lilting (portaireacht) et des os (un instrument de percussion très simple que l'on peut mettre dans la poche) existe depuis des siècles. Certains y voient un moyen minimaliste pour préserver l'héritage musical à une période où les instruments de musique étaient trop onéreux pour la plupart des paysans.

## Le style non accompagné dans d'autres cultures celtiques
À l'instar du chant sean-nós, le lilting irlandais est également pratiqué sans accompagnement. Une tradition similaire est présente en Écosse, sous le nom de Puirt a beul (en).